# Ich war ja auch wer
Ich war ja auch wer – Chefkoch Hermann Reußner, Jahrgang 1891, erzählt aus seinem Leben ist ein DDR-Dokumentar-Kurzfilm über den ehemaligen Chefkoch des Hotel Adlon, Hermann Reußner.

## Handlung
Hermann Reußner ist über 90 Jahre alt, sitzt im Speisesaal des Altenheims, in dem er wohnt, und erzählt aus seinem Leben: Er wurde 1891 in Dessau geboren, ging später nach Berlin und arbeitete als Koch, ab 1914 im Hotel Adlon. Nach seinem Kriegsdienst im Ersten Weltkrieg bekam er die Stelle im Adlon wieder, wo er später zum Chefkoch aufstieg. Er erzählt nicht nur von seiner Arbeit, sondern auch von den historischen Ereignissen, die er dort, teils aus nächster Nähe, miterlebte, wie der Novemberrevolution, der Inflationszeit, der Machtergreifung der Nazis oder dem Reichstagsbrand. Im Zweiten Weltkrieg erlebte er vom Bunker des Hotels aus die Zerstörung der Berliner Innenstadt durch Bombenangriffe mit. Der Film zeigt Originalaufnahmen aus der jeweiligen Zeit.

## Produktion
Der Film wurde 1982 vom DEFA-Studio für Dokumentarfilme produziert und am 15. April 1983 zum ersten Mal aufgeführt. Am 24. November 2015 wurde der Film auf dem CineFest in Hamburg gezeigt und erschien im selben Jahr am 27. November als Bonus auf der DVD des Films Der Page vom Dalmasse-Hotel, produziert von Eye See Movies. 